# Sulim Jamadaev
Sulejman Bekmirzaevič Jamadaev, detto Sulim (in russo Сулейман Бекмирзаевич Ямадаев?; Benoj, 21 giugno 1973 – Dubai, 30 marzo 2009), è stato un militare russo di etnia cecena, comandante del Battaglione "Vostok" e rivale politico di Ramzan Kadyrov.

## Biografia
Jamadaev nacque a Benoj, distretto di Nožaj-Jurt, nell'allora RSSA Ceceno-Inguscia, proveniente dal teip (clan) Benoj e quarto di sei fratelli.

### Carriera militare
Trasferitosi a Mosca nel 1992 per completare i suoi studi universitari, con lo scoppio della prima guerra cecena, Jamadaev ritornò in Cecenia seguendo i suoi fratelli Ruslan, Badruddi e Džabrail e si unì alle forze separatiste cecene di Ičkeria sotto Džokhar Dudaev e in seguito Aslan Maskhadov. Si distinse durante l'assedio della capitale cecena di Groznyj dove supportò il signore della guerra Šamil' Basaev. Per le sue azioni, Jamadaev venne nominato vicecomandante della Guardia nazionale di Ičkeria con il grado di generale di brigata e comandante del fronte di Gudermes.
Con la fine delle ostilità, i fratelli Jamadaev divennero gli effettivi leader di Gudermes. Nel periodo tra le due guerre correnti islamiche sempre più fondamentaliste si diffusero in Cecenia, tra cui il wahhabismo. Jamadaev si avvicinò all'allora mufti del paese, Akhmat Kadyrov, critico dell'aumento del fondamentalismo nella regione del Caucaso. In seguito si scontrò con l'estremista ceceno Arbi Baraev e la sua milizia, il Reggimento delle Forze Speciali Islamiche, riuscendo a cacciarlo da Gudermes e inimicandosi Basaev.
Nel 1999, insieme a Kadyrov, i fratelli Jamadaev si arresero alle forze federali russe pacificamente.

### Nell'esercito russo
Giurando fedeltà alla Russia, la milizia degli Jamadaev venne legalizzata e posta sotto il 291º Reggimento della 42ª Divisione fucilieri motorizzata come unità speciale del GRU. I membri dell'unità erano ex separatisti ceceni fedeli a Sulim e ai suoi fratelli.
Dopo l'assassinio di suo fratello Džabrail nel 2003, Sulim gli succedette come comandante dell'unità, riorganizzandola nel Battaglione "Vostok" (lett. "Est"). Dal 2004 ha studiato all'Accademia Militare Frunze. Nel 2005 ricevette il grado di tenente colonnello dell'esercito russo e il titolo di Eroe della Federazione Russa dopo che diresse un'operazione in cui membri della sua unità riuscirono a uccidere, nel aprile del 2004, Abu al-Walid, comandante dei mujaheddin stranieri in Cecenia dopo la morte dell'emiro Ibn al-Khattab.

### Rivalità con Ramzan Kadyrov
Akhmat Kadyrov venne ucciso in un attentato perpetrato da Šamil' Basaev nel 2004. Ciò portò ad un vuoto di potere in Cecenia che incominciò ad essere conteso tra varie personalità cecene, come Sajd-Magomed Kakiev, comandante del Battaglione "Zapad", Ramzan Kadyrov, figlio del defunto presidente, e Jamadaev, comandante della milizia più grande fuori dal controllo dei Kadyroviti. 
Nel 2006, Kadyrov creò due unità delle truppe interne russe dalla squadra di sicurezza di suo padre in contrapposizione allo "Zapad" e "Vostok": il 248º Battaglione "Sever" e il 249º Battaglione "Jug". 
Le tensioni tra Jamadaev e Kadyrov si inasprirono quando, il 14 aprile 2008, un convoglio di veicoli dei soldati Vostok guidati da Badruddi Jamadaev non cedette il passo al corteo di Kadyrov, provocando un incidente e causando una sparatoria tra Kadyroviti e Jamadaeviti. Questo portò il parlamento ceceno a chiedere ufficialmente al ministero della difesa di sospendere Jamadaev. Ciò si concretizzò il mese successivo, con la rimozione di Jamadaev dal comando del "Vostok" e la sua aggiunta nella lista dei ricercati federali. I membri rimasero fedeli al loro comandante. Kadyrov accusò pubblicamente i fratelli Jamadaev di rapimenti, torture e omicidi e domandò che Badrudi Jamadaev gli fosse consegnato. Le accuse di Kadyrov sono state supportate dal ministro degli Interni ceceno Ruslan Alkhanov, che definì Badrudi Jamadaev "un criminale".
Nel 2008 Jamadaev partecipò con il suo battaglione alla guerra in Georgia. Il 9 agosto la sua unità arrivò a Tskhinvali, riuscendo a respingere le truppe georgiane dalla città. Per le sue azioni venne graziato e rimosso dalla lista dei ricercati. 
Nel settembre 2008, il fratello maggiore di Jamadaev, Ruslan, venne ucciso vicino alla casa bianca di Mosca. In un'intervista Sulim Jamadaev affermò che voleva recarsi al funerale ma venne fermato da una telefonata, avvertendolo di una trappola appena fosse entrato in Cecenia. Negò che la morte di suo fratello fosse legata a Kadyrov, specificando: "Molte persone mi dicono che Ramzan [Kadyrov] l'ha fatto. Ma non voglio credere che Ramzan sia andato a uccidere i miei parenti. [...] Conoscevo suo padre. Ero come un figlio per Akhmat-haji. Veniamo dallo stesso clan. Come poteva farlo?".
A novembre il Battaglione "Vostok" e il Battaglione "Zapad" vennero aboliti. Kakiev si era già dimesso come comandante nel 2007 mentre Jamadaev venne dismesso. Lui stesso disse ai suoi soldati di non restare, rimanendo con cinquanta fedelissimi come scorta. Nel gennaio 2009 si trasferì a Dubai con la sua famiglia.

### Assassinio
Il 28 marzo 2009, Jamadaev fu ucciso nel garage del complesso di lusso "Jumeirah Beach Residence" a Dubai dove si era nascosto col nome di Suleiman Madov, venendo colpito tre volte alla schiena da colpi di pistola. Pochi giorni dopo l'attentato, il fratello minore di Sulim, Isa Jamadaev, parlò ai giornali affermando che suo fratello fosse vivo e in convalescenza in ospedale. Nel mese successivo la polizia di Dubai accusò il parlamentare e confidente di Kadyrov Adam Delimkhanov di aver orchestrato l'assassinio. Delimkhanov negò l'accusa, dicendo che si trattava di una provocazione volta a destabilizzare la Cecenia e che si stava preparando a citare in giudizio la polizia di Dubai per diffamazione.
Il 13 aprile 2010, il giornale Moskovskij Komsomolec pubblicò un articolo in cui Isa Jamadaev affermava di aver comunicato via Skype con il fratello, in cura in uno degli ospedali di Dubai. Nel mese di agosto dello stesso anno, Jamadaev annunciò la morte di Sulim, rivelando che, dopo un prolungato periodo di coma durante il quale il fratello era rimasto collegato a un supporto vitale, la famiglia aveva preso la decisione di interrompere il trattamento, anche se già le autorità di Dubai avevano ufficializzato la morte al luglio prima.
La faida tra gli Jamadaev e Kadyrov si concluse nel settembre 2010, quando Isa Jamadaev annunciò pubblicamente di aver perdonato Kadyrov e gli assassini dei suoi fratelli.

## Vita privata
Jamadaev era sposato con Milana Jamadaeva. La coppia ha avuto sei figli. Suo nipote Sajd-Khusejn Ruslanovič, dopo essere stato arrestato, è stato reclutato dal gruppo mercenario Wagner e mandato in Ucraina, dove è morto nel 2023.